# تغيرات موديك
تغيرات موديك هي تغيرات مرضية في عظام العمود الفقري (الفقرات). تصيب هذه التغيرات جسم الفقرة والصفيحة الانتهائية للقرص المجاور. سريريًا، غالبًا ما تكون تغيرات موديك مصحوبة بآلام مستمرة في أسفل الظهر خلال النهار، مع وصول الألم إلى ذروته خلال الليل وفي الصباح، يرافقها تيبس في الظهر.
لوحظت تغيرات موديك لدى نحو 6% من عامة السكان البالغين بغض النظر عن العرق. تغيرات موديك نادرة الحدوث لدى الأطفال والشباب. هناك زيادة حادة في انتشارها بين سن 25 إلى 40 عامًا، وتستوي عند عمر 40 تقريبًا وتستقر حتى 80 عامًا وما فوق. تشير التقديرات إلى أن تغيرات موديك تؤثر على ما يقارب 349 مليون من السكان البالغين في جميع أنحاء العالم. [تقديرات يوليو 2021]
تغيرات موديك هي مصطلح وصفي يستخدمه اختصاصيو الأشعة عند دراسة التصوير بالرنين المغناطيسي. طرق العلاج التقليدية، كالعلاج الطبيعي والمعالجة اليدوية والوخز بالإبر وممارسة التمارين من أجل آلام الظهر، غير فعالة في علاج تغيرات موديك. بالمقابل، ثبت أن العلاج بالمضادات الحيوية على المدى الطويل فعال شرط أن يُجرى بشكل صحيح.

## العلامات والأعراض
أظهرت الكثير من الدراسات وجود علاقة بين تغيرات موديك في الفقرات الشوكية وألم أسفل الظهر.

### ألم مزمن على المدى الطويل
أظهرت دراسات العقد الماضي التي تفحصت تغيرات موديك ارتباطها بالكثير من نوبات الألم المقاومة للعلاج وأنها قد تسبب حالة من آلام أسفل الظهر المزمنة لدى المرضى. في المتوسط، عانى الأفراد المصابون بتغيرات موديك من ألم مزمن لفترة أطول من الأفراد الذين يعانون من آلام ظهر غير مرتبطة بتغيرات موديك.

### ألم ليلي
تميل ذروة الألم إلى الحدوث في وقت متأخر من الليل والصباح وغالبًا ما يؤدي الألم في وقت متأخر من الليل إلى نوم سيئ ومتقطع.

### ألم صباحي وتيبس
يعاني الكثير من الأفراد المصابين بتغيرات موديك من درجة عالية من التيبس الصباحي في الظهر. تميل مدة التيبس في الصباح إلى أن تكون أطول مقارنة بالأفراد غير المصابين بتغيرات موديك.

### ألم يرافقه فرط بسط قطني
يعاني الأفراد المصابون بتغيرات موديك من استفحال الألم عند القيام بفرط بسط الظهر. يعادل فرط بسط الظهر القيام بانحناء ظهري مفرط نحو الخلف يتجاوز الحد الطبيعي.

## الأسباب والانتشار
تغيرات موديك هي علامة تشريحية مرضية غير نوعية تُشاهد في التصوير بالرنين المغناطيسي. وعلى نحو مماثل، يمكن أن يكون ارتفاع ضغط الدم أو ارتفاع درجة حرارة الجسم علامة على الكثير من الأمراض. في 2008، نُشرت الفرضية الأولى التي تشير إلى ثلاثة أسباب مُمرضة محتملة لتغيرات موديك، سبب جرثومي وميكانيكي وروماتيزمي.

### السبب الجرثومي
في السبب الجرثومي، تكون تغيرات موديك ناتجة عن عدوى في القرص المجاور. قد يؤدي تمزق الألياف الخارجية للقرص إلى بدء هذه العدوى. يسبب فتق القرص نشوء شعيرات مُوضّعة جديدة حول المادة المبثوقة ويحاول الجسم إزالة المادة المبثوقة والالتهاب من خلال الخلايا البلعمية الكبيرة المتواجدة بوفرة. يتأذى الغشاء المخاطي للثة قليلًا في أثناء تنظيف الأسنان العادي بالفرشاة، وتدخل الجراثيم اللاهوائية البروبيونية العُديّة من النوع الثاني من الفم إلى مجرى الدم.
يمكن للجراثيم اللاهوائية أن تدخل القرص من خلال الخرق الحاصل، ما يسبب عدوى منخفضة الفوعة تتطور ببطء. نظرًا إلى أن القرص عبارة عن بنية لاوعائية، فهو بيئة مثالية لنمو الجراثيم اللاهوائية. تفرز الجراثيم البروبيونية العُديّة حمض البروبيونيك، والذي يمكن أن يذيب نخاع العظم الدهني والعظام. لذلك، افتُرض أن انتشار حمض البروبيونيك من القرص إلى الفقرات يسبب وذمة العظام، أي تغيرات موديك.
وجدت الدراسة الأولى التي أجراها ستيرلينغ ولامبرت البروبيونية العُديّة في مادة القرص المبثوق في المرضى الذين يخضعون لعملية جراحية وهو ما ألهم النظرية الجرثومية. حث هذا الاكتشاف الكثير من الدراسات التي حاولت التعرف على الجراثيم الموجودة في مادة القرص. تنوعت الطرق المستخدمة في الدراسات لتحديد وجود الجراثيم بدءًا من الطرق البدائية للغاية مثل الزراعة البسيطة وصولًا إلى الطرق المتطورة جدًا، إذ تمكنت مجموعات بحثية مستقلة تستخدم تقنيات التلطيخ مع التهجين الفلوري في الموقع من تصوير الجراثيم من عدوى نشطة بالإضافة إلى الخلايا الالتهابية المرافقة. أجريت هذه الدراسات في الزمن الحقيقي أي أنها صورت عدوى جرثومية جارية. أُعيد إنتاج نتائج هذه الدراسات في الكثير من المراجعات المنهجية، وخلصت النتائج إلى أن 30-34% من المرضى الذين يعانون من فتق القرص لديهم جراثيم في مادة القرص المبثوقة.

### الميكانيكية
قد تعكس تغيرات موديك الميكانيكية في البداية نزيفًا ووذمة وتكوّن أوعية دموية تلي رض أو وذمة مرتبطة بعملية الإصلاح بعد حدوث كسور ميكروية داخل الصفيحة الانتهائية والعظم الفقري. الاحتمال الآخر هو أن أنسجة النواة السامة (من وسط الأقراص) تغزو الصفيحة الانتهائية والعظام الفقرية من خلال كسور في الصفائح الانتهائية وتسبب استجابة التهابية. تدخل مادة النواة إلى الفقرات، لكن كروك وآخرين اقترحوا أيضًا إنتاج مواد مهيجة عند تلف الأقراص، تصب في الجسم الفقري وتسبب رد فعل مناعي ذاتي. هذه النظرية الميكانيكية مدعومة بحقيقة أن النتائج النسيجية لتغيرات موديك تُظهر اضطرابًا في الصفائح الانتهائية مع أدلة على وجود التهاب مزمن. يشير هذا الأمر بدوره إلى أن هذا التآكل يُضعف مِطرق العظام، ما يؤدي إلى حدوث كسور الإجهاد وما يترتب عليها من وذمة، وهي رد فعل عام للعظام عندما تكون تحت الضغط، وتظهر في الكسور أينما حدثت ويصحبها الألم دائمًا.

### الانتشار
شوهدت تغيرات موديك لدى نحو 6% من عامة السكان البالغين بغض النظر عن العرق. تغيرات موديك نادرة الحدوث لدى الأطفال والشباب. هناك زيادة حادة في انتشارها من سن 25 إلى 40 عامًا، وتستوي نحو سن ال 40 وتستقر حتى 80 عامًا وما فوق. تشير التقديرات إلى أن تغيرات موديك تؤثر على ما يقارب 349 مليون من السكان البالغين في جميع أنحاء العالم. [تقديرات يوليو 2021]

### تغيرات موديك لا تختفي
شوهد التطور الطبيعي لتغيرات موديك في دراسة مستفيضة لنحو 800 توأم إنجليزي. أُجري لهؤلاء التوائم تصوير أولي بالرنين المغناطيسي وتشخيصهم بتغيرات موديك وأجري تصوير آخر بالرنين المغناطيسي بعد 10 سنوات. لم يُعط أي علاج، وبالتالي جرت فقط مراقبة تطور تغيرات موديك. أظهرت الدراسة أن 3.5% فقط من الأشخاص المصابين بتغيرات موديك أظهروا في البداية اختفاء التغيرات بعد عشر سنوات. لسوء الحظ، فإن معظم تغيرات موديك لا تزول تلقائيًا.

### تشخيص تغيرات موديك
تُلاحظ تغيرات موديك في التصوير بالرنين المغناطيسي. لا تُصنف وذمة العظام في العظام الأخرى إلى أنواع مختلفة، لكن الدكتور مايكل موديك كان أول من صنّف ووصّف وعرّف تغيرات موديك في ثلاثة أنواع. وُصّفت الأنواع المختلفة وعُرّفت لأول مرة في 1988.